# 涡亳县
涡亳县，中国旧县名。
豫皖苏解放区设。1947年由安徽省涡阳县、亳县两县析置。以两县首字为名。1949年撤销，仍归各县。